# بيرت تيونسين
بيرت تيونسين (بالهولندية: Bert Teunissen)‏ هو مصور هولندي، ولد في 7 ديسمبر 1959.